# Newport (Vermont)
|  | Per a altres significats, vegeu «Newport (town de Vermont)». |

Newport és la ciutat i capital del Comtat d'Orleans (Vermont) als Estats Units d'Amèrica.

## Demografia
Segons el cens del 2000 Newport tenia 5.005 habitants., 2.086 habitatges, i 1.191 famílies. La densitat de població era de 320,5 habitants per km².
Dels 2.086 habitatges en un 26,6% hi vivien nens de menys de 18 anys, en un 41% hi vivien parelles casades, en un 12,6% dones solteres, i en un 42,9% no eren unitats familiars. En el 35,5% dels habitatges hi vivien persones soles el 16% de les quals corresponia a persones de 65 anys o més que vivien soles. El nombre mitjà de persones vivint en cada habitatge era de 2,2 i el nombre mitjà de persones que vivien en cada família era de 2,84.
Per edats la població es repartia de la següent manera: un 22,2% tenia menys de 18 anys, un 8,3% entre 18 i 24, un 27,1% entre 25 i 44, un 23,1% de 45 a 60 i un 19,3% 65 anys o més.
L'edat mediana era de 40 anys. Per cada 100 dones de 18 o més anys hi havia 93,7 homes.
La renda mediana per habitatge era de 25.544 $ i la renda mediana per família de 34.922 $. Els homes tenien una renda mediana de 33.810 $ mentre que les dones 19.787 $. La renda per capita de la població era de 20.054 $. Entorn del 13% de les famílies i el 18,2% de la població estaven per davall del llindar de pobresa.

## Poblacions properes
El següent diagrama mostra les poblacions més properes.